# Estação Ferroviária de Osebe
A Estação Ferroviária de Osebe é uma interface ferroviária da Linha Redondela-Santiago de Compostela e do Eixo Atlântico de Alta Velocidade, que serve o lugar de Osebe, no concelho de Teo, na Galiza.